# Prístavný most
Prístavný most – most autostradowo-kolejowy konstrukcji stalowej, w Bratysławie, nad Dunajem, w ciągu autostrady D1 i linii kolejowej 132. Długość mostu wynosi 599 m (1080 m z estakadą). Most był budowany w latach 1977–1985.